# Sierra de Marquesado
La Sierra de Marquesado es un subsistema orográfico perteneciente al cordón central o precordillera de San Juan del centro-oeste de Argentina. Se ubican hacia el suroeste de la provincia de San Juan, ocupando parte de la superficie de los departamentos Rivadavia y Zonda.
Alcanza una extensión de 10 km en dirección noroeste-suroeste, la altura media del cordón es de 900 m s. n. m. aproximadamente.
Hacia el este se encuentra el Valle del Tulúm, lo cual lo conforma junto a las Sierras de Pie de Palo y oeste se encuentran costeando el Embalse Ullum.
Algunas localidades al pie de las sierras son Villa Basilio Nievas, Villa Tacú y Marquesado.
- Datos: Q6127802